# クートの戦い
クートの戦い またはクート包囲戦（トルコ語ではクッテル・アマラ攻囲戦 Kut'ül Ammare Kuşatması とも呼ばれる）は、第一次世界大戦における戦いのひとつ。クート（クート・エル・アマラあるいはクッテル・アマラ）に篭ったイギリス軍をオスマン帝国軍は包囲し、英軍救出部隊を阻止してこれを陥落させた。

## 背景
セルマン・パク会戦（クテシフォンの戦い）に敗れた英軍はクート方面に退却していた。1915年12月3日、英印軍の第6プーナ歩兵師団を指揮していたチャールズ・タウンゼンド少将はクートに到着。なおもオスマン帝国軍が追撃してきていたためバスラまで退却したかったが、占領地域を放棄して逃げることはイギリス本国悪評の種となるしクートは戦略要点であると考えてクート固守することに決めた。
タウンゼンドは後方にいるジョン・ニクソン将軍にこう電報を送った、「チトラルの時のように、私はクートを防衛するつもりです」。ニクソン将軍は、再び退却する方針には賛成しないし、タウンゼンドが優勢な敵部隊を阻止することによって部隊の義務を果たしていると返信した。
両軍ともに疲弊していたが実質的なオスマン帝国軍イラク地域司令官ヌーレッディン・ベイは追撃を続行し、戦略要点を次々と奪取してチグリス川の架橋を占領した。12月7日から第35師団、第38師団、第45師団、第51師団の総計1万4千～5千の兵力をもって篭城軍の包囲攻撃を開始した。英篭城軍は約1万3千とほとんど同数の兵力であった。

## 経過

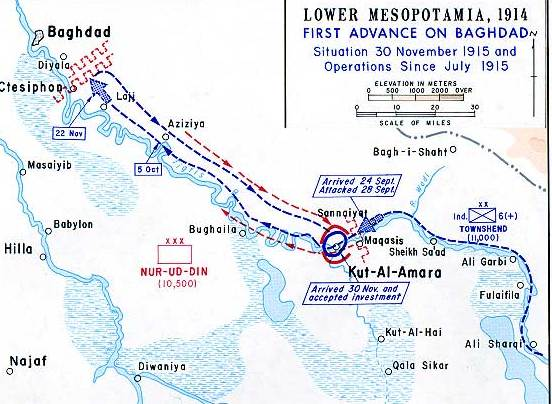
タウンゼンドの退却とヌーレッディンの追撃・包囲

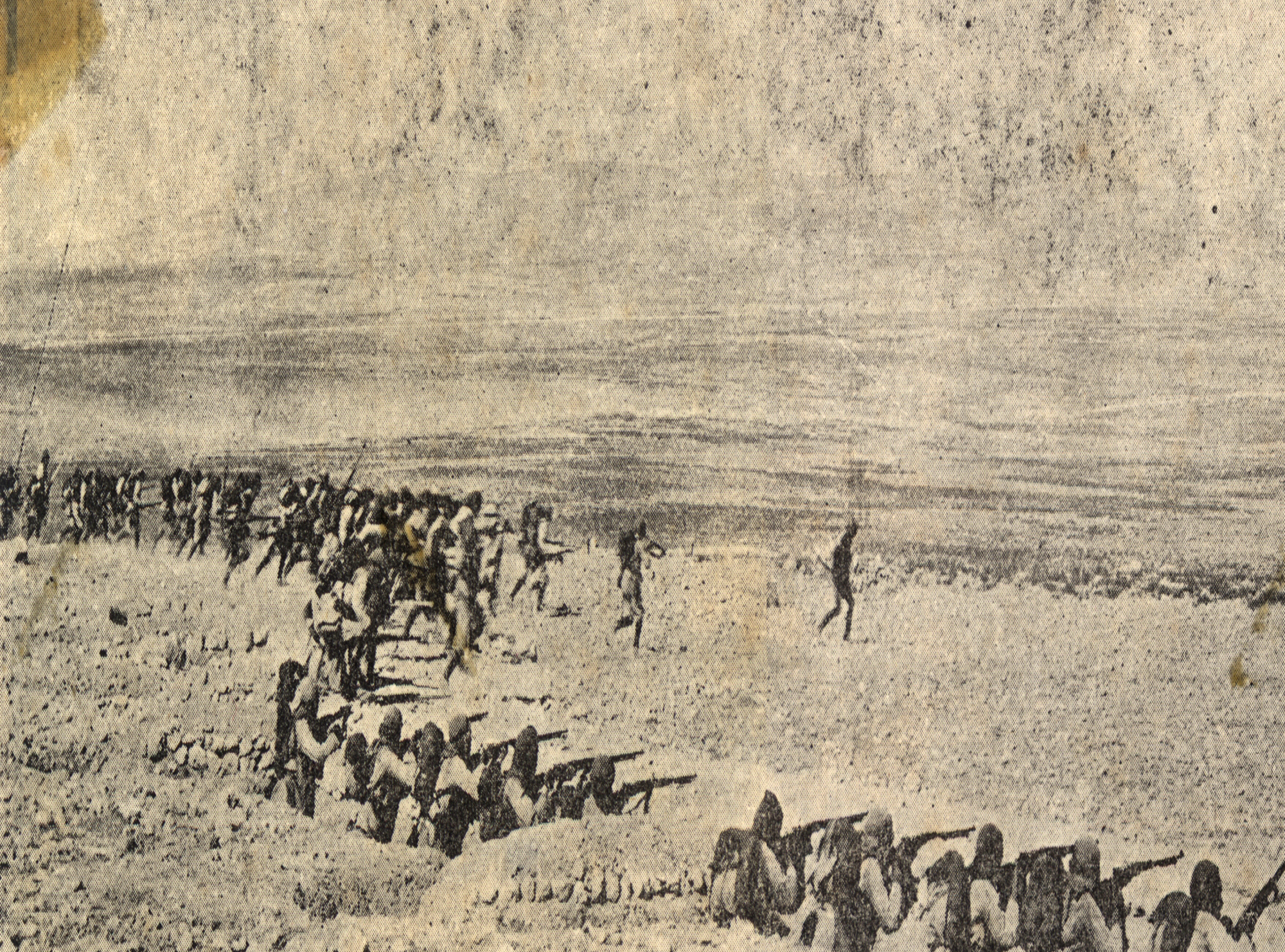
攻勢に出るオスマン第6軍将兵

### 第1期作戦(1915年12月7日～1916年1月7日)
ヌーレッディン・ベイの部隊は12月7日から砲撃を開始し、チグリス河の両岸に沿って戦闘は進展した。砲兵の援護射撃のもとに7日、8日の夜イギリス軍陣地の直前に散兵壕を構築することに成功した。
9日からは南北戦線同時攻撃を行ったが12日になってもほとんど戦果を得ることが出来なかった。24日にさらに攻撃を再開したが進展を見ず、ヌーレッディンは急襲から正攻法に切り替えた。
一方イギリス軍最高指揮部では歩兵3個旅団と騎兵1個旅団（兵力約2万）を編成し、これをエイルマー将軍に指揮させてクート救援に赴かせた。
英軍救出部隊の報を聞いたヌーレッディンは若干の増援を得てから部隊を2つに分けた。第35師団と第51師団から成る第18軍団（総兵力約7千～8千）をもって英篭城軍に対抗させ、第35師団と第52師団から成る第13軍団（総兵力約7千）を自ら指揮して英援軍部隊に対抗し、シェイフ・サアドに陣地を敷いた。
1月6日オスマン帝国軍陣地前方にエイルマー軍の前衛が現れた。2日間にわたる戦闘でイギリス軍は約4千の死傷者を出して撃退されてしまう。オスマン帝国軍は散兵壕を深く掘って戦ったため646名の損害で済んだ。1月10日、ヌーレッディン・ベイは第9軍団司令官に任命されカフカス戦線に転出し、ハリル・ベイ大佐がイラク地域司令部の指揮を取ることとなった。

### 第2期作戦(1月8日～3月8日)
オスマン帝国軍新指揮官はシェイフ・サアドの陣地があまりにも前方に進出していると見て第13軍団をワディ・ヒラルの後方陣地に後退させた。1月12日、エイルマーは一部の増援を得てオスマン帝国軍陣地攻撃を敢行したが、多大な損害を被り失敗してしまった。ハリル大佐はフエライエの陣地のほうが有利と見てさらに後退させる。1月21日、エイルマーはタウンゼンドにクート脱出を勧告すると同時にフエライエ陣地を攻撃したが、またもや撃退された。そしてタウンゼンドは動かなかった。
ハリルはチグリス河の右岸から迂回されぬよう河を跨って陣地を構成し、第13軍団司令官アリ・イフサン・サービス・ベイ大佐に命じ、右岸にサービスの陣地を構築させ、攻囲軍から出来る限り兵力を抽出してこの方面の守備に当たらせた。
3月8日にエイルマーは右岸地区から攻撃に出たが大敗し、オスマン帝国軍に追撃される始末であった。
3月10日、ハリルは仏文の降服勧告状をタウンゼンドに送るが拒否された。

### 第3期作戦(3月9日～4月22日)

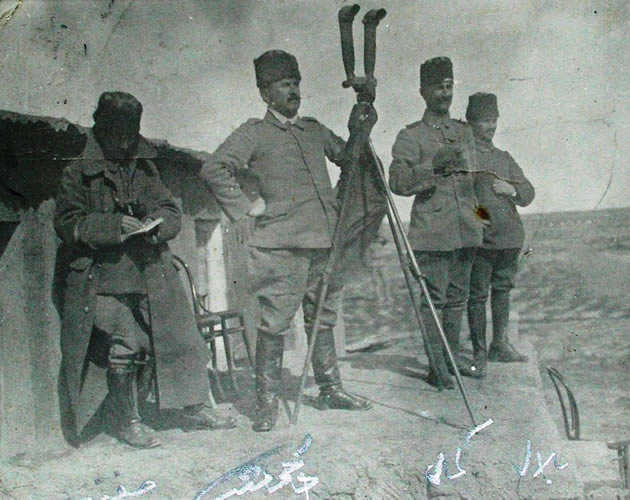
クートを観測するオスマン第6軍参謀長キャーズム・カラベキル大佐

3月16日、たび重なる失敗によってエイルマー将軍は更迭され、その参謀長であったゴリンジ将軍がこれに代わった。
3月2日、モード将軍指揮、第13師団が砲兵旅団とともにシェイフ・サアドに到着する。
増援を受けた英軍は、4月4日から3日間にわたってフエライエ陣地を攻撃したが失敗し、さらに9日の攻撃もまた撃退された。
4月29日以後のクート篭城は困難であるとのタウンゼンドの報告を受けたゴリンジは、4月22日にフエライエに第4回攻撃を敢行したが撃退される。
英軍は最後の試みとして24日に運送船に補給品を乗せてクート籠城軍に届けようとしたが、オスマン軍に阻止されて失敗してしまった。
ここにおいてクート包囲を解くか、あるいは食料の補給をなそうとするイギリス軍の企図はことごとく失敗してしまった。

## 結末
タウンゼンドは開城を決意し、4月29日に将官5、将校476、兵1万3千を率いて投降した。実に篭城4ヶ月にも及ぶ包囲戦であった。
本包囲戦について『自一九一四年至一九一八年 近東に於ける前大戦の考察』の著者、日本陸軍少佐樋口正治はこう述べている。
イギリス軍はこの失敗に懲りて8ヶ月間攻勢に出ることはなく、鋭意戦力と後方機関の充実に努めることとなった。